# Prvenstvo Hrvatske u šahu 1940.
Prvenstvo Hrvatske u šahu za 1940. godinu odigrano je u Borovu, 3.-20. srpnja 1940.
Konačni poredak:
```
     1. 
Braslav Rabar
              13
     2. 
Janos Feuer
                12,5
     3. 
Ferdo Licul
                11,5
  4.-5. 
Ladislav Schreiber
          9,5
        
Rudolf Horvat
               9,5
     6. 
Branko Savić
                8
     7. 
Branko Filipčić
             7,5
 8.-10. 
Vladimir Bogatec
            7
        
Bella Weiss
                 7
        
Gojko Muždeka
               7
    11. 
Zvonimir Kovačić
            6,5
12.-13. 
Josip Seibel
                6
        
Gjuro Besch
                 6
14.-16. 
Mladen Grenčarski
           3
        
Bogdan Živković
             3
        
Luka Bencet
                 3
```